# Бадахос
Бадахо́с (исп. Badajoz, диал. Badajó, эстр. Baajós [bɑːˈɦɔ]) — город в Испании, в составе автономного сообщества Эстремадура, центр одноимённой провинции. Муниципалитет находится в составе района (комарки) Бадахос. Расположен на границе с Португалией. Крупнейший город Эстремадуры. Население в 2005 году — 143 тыс. человек. Экономика основана на секторе предоставления услуг. Имеется аэропорт.

## История
Основали его римляне, назвав его Пакс-Аугуста; вторгнувшиеся на полуостров мавры прозвали его Бадалиос или Батальяус.
В 1230 году город был завоеван испанскими войсками под предводительством короля Альфонсо IX. В этом же году он приказал построить главную церковь города — Собор Святого Хуана Баутисты из Бадахоса.
Находясь на границе Испании и Португалии, как сильная по природе и постоянно укрепляемая крепость, Бадахос имел важное стратегическое значение во всех войнах, происходивших на Пиренейском полуострове. В период Наполеоновских войн, когда англичане, под началом герцога Веллингтона, прочно утвердились в Португалии, город стал плацдармом для наступления как французов в Португалию, так и англичан в Испанию; поэтому в продолжение двух лет он испытал четыре осады, причём дважды был взят штурмом.

## Климат
| Показатель              | Янв. | Фев. | Март | Апр. | Май  | Июнь | Июль | Авг. | Сен. | Окт. | Нояб. | Дек. | Год  |
| ----------------------- | ---- | ---- | ---- | ---- | ---- | ---- | ---- | ---- | ---- | ---- | ----- | ---- | ---- |
| Абсолютный максимум, °C | 23,2 | 29,0 | 30,0 | 33,2 | 38,6 | 43,4 | 45,3 | 44,8 | 43,7 | 35,4 | 29,2  | 25,6 | 45,3 |
| Средний максимум, °C    | 13,9 | 15,9 | 19,4 | 20,9 | 24,8 | 30,3 | 34,3 | 34,0 | 30,3 | 23,8 | 18,1  | 14,5 | 23,3 |
| Средняя температура, °C | 8,5  | 10,3 | 12,7 | 14,5 | 18,0 | 22,5 | 25,7 | 25,3 | 22,6 | 17,4 | 12,5  | 9,6  | 16,6 |
| Средний минимум, °C     | 3,2  | 4,7  | 6,0  | 8,1  | 11,1 | 14,7 | 17,0 | 16,7 | 14,8 | 11,0 | 6,8   | 4,8  | 9,9  |
| Абсолютный минимум, °C  | −7,2 | −6,6 | −2,8 | −2,2 | 4,0  | 6,8  | 9,6  | 9,0  | 6,0  | −2,2 | −4,4  | −7   | −7,2 |
| Норма осадков, мм       | 52   | 43   | 33   | 52   | 40   | 18   | 4    | 5    | 23   | 56   | 64    | 73   | 463  |
| Источник: AEMeT         |      |      |      |      |      |      |      |      |      |      |       |      |      |

## Известные уроженцы
- конкистадор Педро де Альварадо
- испанский государственный деятель Мануэль Годой
- испанский государственный деятель Педро Мело де Португаль-и-Вильена
- Джаннини Бенталлол, Эустакио (1750—1814) — испанский военный инженер, временный губернатор Парагвая (1808—1809).